# Elektrostatisk generator
En elektrostatisk generator er en elektromekanisk generator og transducer, som omsætter mekanisk arbejde til elektrisk energi i form af statisk elektricitet, eller rettere elektricitet med højspænding og lav jævnstrøm, uden brug af statiske eller dynamiske magnetfelter.
Viden om statisk elektricitet dateres tilbage til de tidligste civilisationer, men som i årtusinder kun er blevet opfattet som et interessant og mystisk fænomen uden en teori, der forklarer dets opførsel, og som ofte er blevet blandet sammen med magnetisme.
Ved slutningen af det 17. århundrede havde forskere udviklet praktiske metoder til at generere elektricitet ved friktion, mens udviklingen af elektrostatiske maskiner først begyndte i det 18. århundrede, da de blev de grundlæggende instrumenter i udforskningen af den nye videnskab elektricitet.
Elektrostatiske generatorer fungerer ved, at man omsætter mekanisk arbejde til elektrisk energi. Elektrostatiske generatorer genererer elektrostatiske ladninger med modsatte fortegn i to ledere ved kun at anvende elektriske kræfter, og arbejder ved at bevæge plader, tromler eller bælter til at overføre elektrisk ladning til elektroder med højspænding.
Ladningen genereres enten ved triboelektriske effekter (friktionsbaserede elektrostatiske generatorer; "friktionmaskiner") eller elektrostatisk induktion (influensgeneratorer; "influensmaskiner").
Influensgeneratorer:
- elektrofor
- guld blads elektroskop
- Cavallo-generator
- Kelvingenerator
- Holtz-generator
- Schwedoff-generator
- Piche-generator (eller Bertsch-generator)
- Righi's elektrometer
- Leyser-generator
- Wimshurst-generator
- Lebiez-generator
- Voss-generator
- Pidgeon-generator
- Wehrsen-generator

Moderne elektrostatiske generatorer:
- Van de Graaff-generator
- Pelletron
- Vingeløs ionvindsgenerator
- Twente elektrostatisk generator[1]

En meget simpel elektrostatisk vekselsspændingsgenerator er en kondensatormikrofon.